# Alkaline Trio / Hot Water Music
Alkaline Trio / Hot Water Music es un álbum split de la banda de punk rock de Chicago Alkaline Trio y la banda de Gainesville, Florida, Hot Water Music, lanzado el 22 de enero de 2002 mediante Jade Tree Records. Además del nuevo material, el EP incluye las interpretaciones de las bandas de canciones correspondientes a la discografía del otro grupo, con Hot Water Music versionando "Radio" de Alkaline Trio (del álbum Maybe I'll Catch Fire) y "Bleeder" (de I Lied My Face Off). Fue el primer lanzamiento de Alkaline Trio con el nuevo batería, Derek Grant, que reemplazó a Mike Felumlee en 2001.
Ambas bandas relanzaron, más tarde, las canciones de este EP en álbumes recopilatorios. Las canciones de Alkaline Trio aparecieron en el álbum Remains de 2007, y las de Hot Water Music aparecieron en Till the Wheels Fall Off en 2008.

## Listado de canciones
| Alkaline Trio |                                                       |                                                        |          |  |
| N.º           | Título                                                | Escritor(es)                                           | Duración |  |
| 1.            | «Queen of Pain»                                       | Matt Skiba, Dan Andriano, Derek Grant                  | 3:57     |  |
| 2.            | «While You're Waiting»                                | Skiba, Andriano, Grant                                 | 4:07     |  |
| 3.            | «Rooftops» (tocada originalmente por Hot Water Music) | Chuck Ragan, Chris Wollard, Jason Black, George Rebelo | 2:15     |  |

| Hot Water Music |                                                    |                               |          |  |
| N.º             | Título                                             | Escritor(es)                  | Duración |  |
| 4.              | «'God Deciding'»                                   | Ragan, Wollard, Black, Rebelo | 2:37     |  |
| 5.              | «Russian Roulette»                                 | Ragan, Wollard, Black, Rebelo | 3:25     |  |
| 6.              | «Radio» (tocada originalmente por Alkaline Trio)   | Skiba, Andriano, Glenn Porter | 2:15     |  |
| 7.              | «Bleeder» (tocada originalmente por Alkaline Trio) | Skiba, Andriano, Porter       | 3:13     |  |
| 23:46           |                                                    |                               |          |  |

## Acogida
La respuesta de la crítica especializada al EP fue positiva, con Kevin Hoskins de Allmusic alabando "Queen of Pain" y "God Deciding" como representantes de lo mejor del material de cada banda hasta la fecha, haciendo especial énfasis en la batería de George Rebelo. Jason Thompson de PopMatters prefirió las canciones de Alkaline Trio sobre las de Hot Water Music, al igual que las voces de Matt Skiba sobre las de Chuck Ragan. Precisamente señala un paralelismo entre las guturales voces de Ragan y Chris Wollard con la de Dicky Barrett de Mighty Mighty Bosstones, aunque precisa que "las cosas comienzan a calmarse un poco con las versiones de 'Radio' y 'Bleeder'".

## Créditos

### Alkaline Trio
- Matt Skiba – guitarra, voces
- Dan Andriano – bajo, voces
- Derek Grant – batería

### Hot Water Music
- Chuck Ragan - guitarra, voces
- Chris Wollard - guitarra, voces
- Jason Black - bajo
- George Rebelo - batería